# Yttertjärnen (Ytterhogdals socken, Hälsingland)
Yttertjärnen är en sjö i Härjedalens kommun i Hälsingland och ingår i Ljungans huvudavrinningsområde.